# Rico Rex

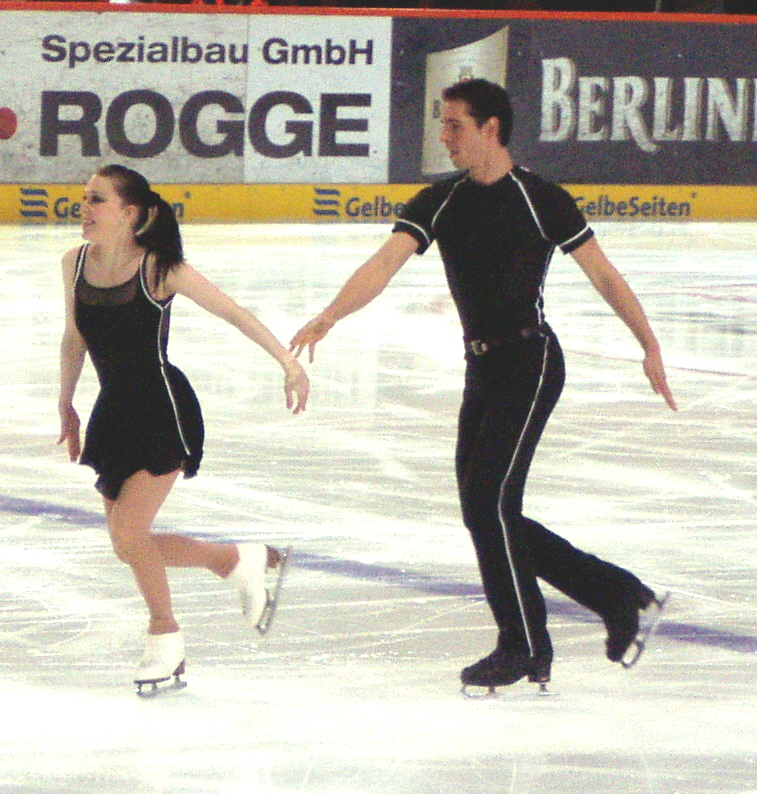
Rico Rex

Rico Rex (Karl-Marx-Stadt, 5 oktober 1976) is een Duitse kunstschaatser.
Rex is actief in het paarrijden en zijn vaste sportpartner is Eva-Maria Fitze en zij worden gecoacht door Monika Scheibe. In het verleden schaatste hij onder andere met Silvia Dimitrov, Katharina Rybkowski en Radka Zlatohlavkova. Fitze en Rex schaatsen samen sinds 2002.
| records             | punten | datum      | toernooi           |
| ------------------- | ------ | ---------- | ------------------ |
| Hoogste totaalscore | 127.54 | 26-11-2005 | Cup of Russia 2005 |
| Hoogste korte kür   | 51.70  | 11-11-2004 | Cup of China 2004  |
| Hoogste lange kür   | 84.40  | 26-11-2005 | Cup of Russia 2005 |

## Belangrijke resultaten
1992, 1993 solo, 1995-1997 met Silvia Dimitrov, 1999 met Katharina Rybkowski, 2000-2003 met Radka Zlatohlavkova, 2003-2006 met Eva-Maria Fitze.
| Kampioenschap           | 1992 | 1993 |  | 1995  | 1996   | 1997 |  | 1999 | 2000  | 2001 | 2002 | 2003 | 2004   | 2005  | 2006  |
| ----------------------- | ---- | ---- |  | ----- | ------ | ---- |  | ---- | ----- | ---- | ---- | ---- | ------ | ----- | ----- |
| Olympische Spelen       |      |      |  |       |        |      |  |      |       |      |      |      |        |       | 15e   |
| Wereldkampioenschap     |      |      |  | 18e   | 14e    | 13e  |  |      |       |      |      | 15e  | 12e    |       |       |
| Europees Kampioenschap  |      |      |  | 11e   | 8e     |      |  |      |       |      |      | 9e   | 7e     |       | 7e    |
| Nationaal Kampioenschap | 12e  | 13e  |  | Brons | Zilver |      |  | 4e   | Brons |      | tzt  | Goud | Zilver | Brons | Brons |